# Varennes-sur-Morge
 Varennes-sur-Morge  à một xã ở tỉnh Puy-de-Dôme trong vùng Auvergne-Rhône-Alpes miền trung nước Pháp.